# Andrew Van Ginkel
Andrew Van Ginkel (Rock Valley, Iowa, 1 de julio de 1995) es un jugador profesional estadounidense de fútbol americano que se desempeña en la posición de linebacker en Minnesota Vikings, equipo de la National Football League (NFL).

## Carrera
Fue seleccionado en la quinta ronda en la Reunión Anual de Selección de Jugadores de la NFL de 2019. Hizo su debut profesional con el equipo Miami Dolphins, donde jugó cinco temporadas, en 2024 es traspasado a los Minnesota Vikings.